# Municipio Río Negro
El Municipio Autónomo Río Negro es uno de los siete municipios en los que se divide administrativamente el estado Amazonas. La capital es la localidad fronteriza con Colombia de San Carlos de Río Negro. Posee una superficie de 39 150 km² y una población de 3234 habitantes según el INE 2011.
Es el municipio más meridional de toda Venezuela.

## Toponimia
Toma su nombre por el río Negro, un importante afluente del río Amazonas que atraviesa la región. Este río es conocido por sus aguas oscuras, que le dan el nombre de "negro" debido a la descomposición de la materia orgánica en sus orillas.

## Historia

### Colonización europea
El pueblo de San Carlos de Río Negro fue fundado en 1759 en el campamento de la expedición liderada por José Solano y Bote, quien llegó a la región en el contexto de la exploración de los límites entre las Coronas de España y Portugal, según lo establecido en el Tratado de Madrid.
Solano estableció su base de exploración en las orillas del río Negro, pero posteriormente continuó su travesía hacia el río Orinoco con los pocos sobrevivientes de la expedición. La mayoría de los miembros de la misión, incluyendo al renombrado botánico sueco Pehr Löfling, fallecieron a causa de enfermedades tropicales, especialmente fiebre amarilla.

### sigloXIX
La expedición de Alexander von Humboldt y Aimé Bonpland visitó San Carlos de Río Negro del 7 al 10 de mayo de 1800. Fue la parte más meridional de su viaje en la zona amazónica.

### sigloXX
El coronel Tomás Funes, un matemático y contabilista, abatido por las deficientes condiciones para sostener a su familia y motivado por la fiebre del caucho, decidió aventurarse a estos territorios hacia 1908. Saneó y enriqueció a los grandes hacendados del caucho, quienes se vieron asediados por el presidente del Estado Amazonas. Este empezó a exigir mucho más de lo que podían dar los hacendados y los amenazó con expropiación. 
Los hacendados decidieron realizar una celada y lo asesinaron. Al reaccionar el gobierno del General Juan Vicente Gómez, expusieron a Tomás Funes como el responsable de toda esa masacre. Eludieron así la justicia. Algunos se ausentaron y delegaron en Funes la administración de sus bienes. Este mantuvo la posición de no pagar impuestos por lo que el gobierno asestó un duro golpe a la familia de Funes en Barlovento y trató de llegar a un acuerdo con los hacendados para que lo eliminen. Funes asumió entonces el control total de las haciendas productoras de caucho, mejoró la calidad de vida de los indígenas que trabajaban en las mismas. 
Al pretender recuperar sus bienes los hacendados fueron asesinados por los indígenas por miedo a volver a trabajar como esclavos. El Coronel Funes asumió entonces un control férreo de los territorios y se negó a dar un céntimo al dictador Gómez, quien asesinó a casi toda su familia. Emilio Arévalo Cedeño, atraído por las grandes riquezas que poseía el río Negro, fue para conquistar este territorio y obtener toda esa fortuna para financiar su movimiento en 1921. Luego de asediar por más de dos meses a la población y la fortaleza de Funes, al acabarse las provisiones, los indígenas que luchaban junto a Funes desertaron poco a poco. 
Entonces este decidió entregarse para salvaguardar a los pocos que quedaban con él. Arévalo Cedeño lo fusiló de inmediato y lo enterró. Después de que Arévalo Cedeño y su gente saqueó el pueblo, el gobierno del General Gómez se instaló en el lugar y recuperó los libros de contabilidad de Funes. Los consideró tan buenos que entonces el gobierno gomecista comenzó a aplicarlos en su administración.

### sigloXXI
El 22 de septiembre de 2015 el presidente venezolano, Nicolás Maduro declara parcialmente un Estado de excepción en el estado fronterizo de Amazonas, por la crisis diplomática con Colombia siendo esta entidad municipal uno de los cinco municipios afectados por la medida presidencial.

## Geografía

### Límites
Es el municipio más meridional de Venezuela y limita:
- Al norte: con los municipios Maroa, Atabapo y Alto Orinoco.
- Al sur: con Brasil
- Al este: con el municipio Alto Orinoco y Brasil.
- Al oeste: con el municipio Maroa, Brasil y Colombia

### Flora
La zona es altamente selvática.

### Geología
En el municipio se distinguen la Sierra de Unturán, la Sierra de Imeri con el Macizo de la Neblina y la Serranía de Tapirapecó.
Entre los puntos más altos de la región se cuentan el Pico Cardona (2992 m s. n. m.), el Cerro Tamacuari (2340), el Cerro Avispa (2120 m s. n. m.) y el Cerro Aracamuni (1600 m s. n. m.).
En este municipio se ubica la naciente del río Ararí que constituye el punto extremo más austral de toda Venezuela.

### Hidrografía
Uno de los ríos principales es el Río Negro, que le da el nombre al municipio y que corre por su borde occidental. Entre los otros ríos principales de la zona se cuentan:
- Casiquiare
- Siapa
- Pasimoni
- Baría
- Evubichi
- Maveni
- Yatuá
- Matapire
- Arari

### Organización parroquial
| Parroquia           | Superficie | Población  | Densidad     |
| ------------------- | ---------- | ---------- | ------------ |
| Casiquiare          | km²        | hab.       | hab./km²     |
| Cocuy               | km²        | hab.       | hab./km²     |
| San Carlos          | km²        | 3.234 hab. | hab./km²     |
| Solano              | km²        | hab.       | hab./km²     |
| Municipio Río Negro | 39 150 km² | 2 300 hab. | 0,1 hab./km² |

## Demografía
La población se concentra ante todo en el límite occidental del municipio, a lo largo del Río Negro.  En el municipio habitan, entre otros grupos indígenas venezolanos, los baré o arawacos del Río Negro, los mandahuaca, al oeste del cerro Aracamuni y al este del Baría, así como los yanomami en la zona oriental.

## Turismo
- Monumento natural Piedra del Cocuy: esta es una roca de unos 400 de altura de paredes casi verticales que se alza en la selva.

## Política y gobierno

### Alcaldes
| Período     | Alcalde              | Partido político / Alianza | % de votos | Notas |
| ----------- | -------------------- | -------------------------- | ---------- | --- |
| 1995 - 2000 | William Velásquez    | AD                         | -          | Primer alcalde bajo elecciones directas (se realizaron elecciones generales adelantadas en el 2000 debido a la aprobación de la Constitución de 1999) |
| 2000 - 2002 | Pedro Zerpa          | PPT                        | 38,54      | Segundo alcalde bajo elecciones directas (No culminó su periodo tras renunciar a su cargo)                                                            |
| 2002 - 2004 | Luis Alirio Avaristo |                            | -          | (Alcalde encargado) |
| 2004 - 2008 | Luis Alirio Avaristo | NRA                        | 36,59      | Tercer alcalde bajo elecciones directas |
| 2008 - 2013 | Richart Camico       | PPT                        | 50,87      | Cuarto alcalde bajo elecciones directas (se postergan 1 año las elecciones municipales pautadas para finales del 2012)                                |
| 2013 - 2017 | Pedro Gutiérrez      | PSUV                       | 63,94      | Quinto alcalde bajo elecciones directas |
| 2017 - 2021 | Gerson Granda        | PSUV                       | 43,57      | Sexto alcalde bajo elecciones directas |
| 2021 - 2025 | Cristiano Lossio     | MUD                        | 58,73      | Séptimo alcalde bajo elecciones directas |

### Concejo municipal
Período 2021 - 2025
| Concejales:         | Partido político / Alianza |
| ------------------- | -------------------------- |
| Genesis De Jordania | MUD                        |
| Rafael López        | MUD                        |
| Nilso Carianil      | MUD                        |
| Jaime García        | PSUV                       |
| Baldomiro Martínez  | (Representación indígena)  |